# Physalaemus deimaticus
Espèce
Statut de conservation UICN

 DD  : Données insuffisantes
Physalaemus deimaticus est une espèce d'amphibiens de la famille des Leptodactylidae.

## Répartition
Cette espèce est endémique de l'État du Minas Gerais au Brésil. Elle se rencontre au-dessus de 800 m d'altitude dans la Serra do Cipó,.

## Publication originale
- Sazima & Caramaschi, 1988 "1986" : Descrição de Physalaemus deimaticus, sp. n., e observações sobre comportamento deimático em P. nattereri (Steindn.) - Anura, Leptodactylidae. Revista de Biologia, vol. 13, p. 91–101.